# Steșciîna, Poliske
Steșciîna (în ucraineană Стещина) este localitatea de reședință a comunei Steșciîna din raionul Poliske, regiunea Kiev, Ucraina.

## Demografie
Componența lingvistică a localității Steșciîna
     Ucraineană (96,46%)
     Rusă (3,54%)
Conform recensământului din 2001, majoritatea populației localității Steșciîna era vorbitoare de ucraineană (96,46%), existând în minoritate și vorbitori de rusă (3,54%).